# Літні Олімпійські ігри 2016
Літні Олімпійські ігри 2016 — XXXI Літні Олімпійські ігри, що відбувались з 5 по 21 серпня 2016 року в м. Ріо-де-Жанейро (Бразилія); перші Олімпійські ігри, які проходили в Південній Америці.

## Вибори місця проведення
Місто-господар Олімпійських ігор-2016 визначили на сесії МОК у Копенгагені 2 жовтня 2009 року. Крім Ріо-де-Жанейро, у фіналі за проведення Олімпіади змагалися Мадрид, Токіо та Чикаго. Заявки також подали, але в остаточний перелік претендентів не були включені Баку, Доха, Прага.
| Результати подання заявок міст-кандидатів | Результати подання заявок міст-кандидатів | Результати подання заявок міст-кандидатів | Результати подання заявок міст-кандидатів | Результати подання заявок міст-кандидатів |
| ----------------------------------------- | ----------------------------------------- | ----------------------------------------- | ----------------------------------------- | ----------------------------------------- |
| Місто                                     | НОК                                       | 1-ий раунд                                | 2-ий раунд                                | 3-ій раунд                                |
| Ріо-де-Жанейро                            | Бразилія                                  | 26                                        | 46                                        | 66                                        |
| Мадрид                                    | Іспанія                                   | 28                                        | 29                                        | 32                                        |
| Токіо                                     | Японія                                    | 22                                        | 20                                        | —                                         |
| Чикаго                                    | США                                       | 18                                        | —                                         | —                                         |

## Символи

### Логотип та талісман
Офіційний логотип спортивних змагань був розроблений бразильською компанією Tatíl Design й був представлений 31 грудня 2010 року. В основу логотипу було покладено стилізовані елементи природи Ріо-де-Жанейро — гори, сонце, море, представлені у формі людських силуетів, що танцюють взявшись за руки.Дизайн талісманів для Олімпійських та Паралімпійських ігор був розроблений комппанією Birdo (Сан-Паулу). Офіційним талісманом літніх Олімпійських Ігор в Ріо-де Жанейро став Вінісіус, що являє собою уособлення бразильської фауни, й на вигляд схожий на жовтого кота.

### Медалі
14 червня 2016 року на спеціальній конференції за участю президента МОК Томаса Баха були представлені олімпійські медалі. Загалом до Олімпійських та Паралімпійських ігор в Ріо було виготовлено 5310 медалей.
Метал для нагород, був отриманий при дотриманні технологій, що відповідають стандартам сталого розвитку. Золоті медалі були виготовлені за технологію, що виключає використання ртуті, срібні та бронзові — з використанням вторинної сировини. При виготовлені стрічок використовувався матеріал з перероблених пластикових пляшок.
Медалі, кожна вагою 500 грамів, мають вигляд дисків, товщина яких в центрі дещо більша, ніж по краях. На аверсі медалей зображена давньогрецька богиня перемоги Ніка на фоні афінського стадіону Панатінаїкос, п'ять олімпійських кілець та напис «XXXI Olimpiada Rio 2016». На реверсі — логотип змагань обрамлений стилізованим лавровим листям. На гурті лазером вигравірувано назву спортивної події, де була здобута та чи інша медаль.

## Олімпійські об'єкти

Олімпійські об'єкти в Ріо-де-Жанейро

Більшість спортивних об'єктів розташовані в межах чотирьох зон Ріо-де-Жанейро — Маракана, Копакабана, Барра та Деодору. Ранні стадії футбольного турніру пройдуть в інших п'ятьох містах Бразилії — Белу-Оризонті, Бразиліа, Салвадорі, Манаусі та Сан-Паулу.

### Маракана
- Маракана — церемонії відкриття та закриття, футбол
- Олімпійський стадіон Жоао Авеланжа — легка атлетика, футбол
- Мараканазінью — волейбол
- Самбодром — стрільба з лука, легка атлетика (марафон)

### Копакабана
- Пляж Копакабана — пляжний волейбол
- Парк Фламенго — велоспорт (шосейні гонки), легка атлетика (спортивна ходьба)
- Форт Копакабана — тріатлон, плавання на відкритій воді
- Лагуна Родрігу-ді-Фрейташ — академічне веслування, веслування на байдарках і каное
- Марина да Глорія — вітрильний спорт

### Барра
- Олімпійський велодром Ріо — велоспорт (трекові гонки)
- Олімпійська арена Ріо — спортивна гімнастика, художня гімнастика, стрибки на батуті
- Олімпійський тенісний центр Ріо — теніс
- Олімпійський хокейний центр — хокей на траві
- Олімпійський водний центр Ріо — плавання, синхронне плавання
- Водний центр Марії Ленк — стрибки у воду, водне поло
- Арена Каріока 1 — баскетбол
- Арена Каріока 2 — боротьба, дзюдо
- Арена Каріока 3 — фехтування, тхеквондо
- Арена ду Футуру — гандбол
- Ріосентро — важка атлетика, бокс, настільний теніс, бадмінтон
- Резерва ді Марапенді — гольф

### Деодору
- Національний центр кінного спорту — кінний спорт
- Національний стрілецький центр Ріо — стрільба
- Арена Деодору — фехтування, регбі-7
- Національний центр сучасного п'ятиборства — сучасне п'ятиборство
- Олімпійський центр гірського велоспорту — велоспорт (маунтбайк)
- Олімпійський центр велоспорту — велоспорт
- Екстрім-парк Деодору — веслування на байдарках і каное (слалом)

### Футбольні арени
Футбольний турнір пройшов на аренах у містах Бразиліа, Сан-Паулу, Белу-Оризонті, Салвадорі, Манаусі та Ріо-де-Жанейро (два об'єкти — Маракана та Олімпійський стадіон Жоао Авеланжа).

## Змагання
Програма змагань залишилась майже така сама, що й на попередніх Іграх. 9 жовтня 2009 року на тій ж сесії МОК, де було обрано місто, пройшло голосування, на якому було прийнято рішення про включення регбі-7 та гольфу в список олімпійських видів спорту..
| - Академічне веслування - Бадмінтон - Баскетбол - Бокс - Боротьба - Греко-римський стиль - Вільний стиль - Важка атлетика - Велоспорт - Трекові гонки - Шосейні гонки - Маунтінбайк - BMX | - Веслування на байдарках і каное - Вітрильний спорт - Водні види спорту - Водне поло - Плавання - Стрибки у воду - Синхронне плавання - Волейбол - Волейбол - Пляжний волейбол | - Гандбол - Гімнастика - Спортивна гімнастика - Художня гімнастика - Стрибки на батуті - Гольф - Дзюдо - Кінний спорт - Виїздка - Конкур - Триборство - Легка атлетика | - Настільний теніс - Регбі-7 - Сучасне п'ятиборство - Стрільба - Стрільба з лука - Теніс - Тріатлон - Тхеквондо - Фехтування - Футбол - Хокей на траві |

## Учасники

### Національні олімпійські комітети, що взяли участь
Загалом 186 Національних олімпійських комітетів були представлені принаймні одним атлетом. Також взяла участь команда незалежних атлетів.
Як країна-господарка Бразилія здобула автоматичні квоти в деяких видах спорту. Першими трьома країнами, спортсмени яких кваліфікувалися на Ігри, стали Німеччина, Велика Британія і Нідерланди, команди яких здобули путівки на змагання з виїздки, вигравши медалі на Всесвітніх кінних іграх 2014.
Південний Судан і Косово дебютували на Олімпійських іграх.
У жовтні 2015 року збірну Кувейту відсторонили від участі вдруге за п'ять років через втручання уряду у справи НОК.
У листопаді 2015 року IAAF відсторонила збірну Росії з легкої атлетики від всіх міжнародних змагань, включаючи Олімпійські ігри 2016 після звіту Всесвітнього антидопінгового агентства.
Через європейську міграційну кризу та інші причини МОК дозволив атлетам сформувати незалежну команду під Олімпійським прапором. На попередніх Олімпійських іграх біженці не мали змоги взяти участь через неспроможність представляти свої рідні НОК. 2 березня 2016 МОК оголосив про план сформувати збірну біженців, яка буде складатися з 10 спортсменів.
| Національні олімпійські комітети, що взяли участь |
| --- |
| - Австралія (421) - Австрія (71) - Азербайджан (56) - Албанія (6) - Алжир (67) - Американське Самоа (4) - Американські Віргінські Острови (7) - Ангола (25) - Андорра (5) - Антигуа і Барбуда (9) - Аргентина (213) - Аруба (7) - Афганістан (3) - Багамські Острови (28) - Бангладеш (7) - Барбадос (12) - Бахрейн (35) - Беліз (3) - Бельгія (108) - Бенін (6) - Бермуди (8) - Білорусь (121) - Болгарія (51) - Болівія (12) - Боснія і Герцеговина (11) - Ботсвана (12) - Бразилія (465) - Британські Віргінські Острови (4) - Бруней (3) - Буркіна-Фасо (5) - Бурунді (9) - Бутан (2) - Вануату (4) - Велика Британія (366) - Венесуела (87) - В'єтнам (23) - Вірменія (33) - Габон (6) - Гаїті (10) - Гамбія (4) - Гана (14) - Гаяна (6) - Гватемала (21) - Гвінея (5) - Гвінея-Бісау (5) - Гондурас (26) - Гонконг (38) - Гренада (6) - Греція (95) - Грузія (39) - Гуам (5) - Данія (122) - Демократична Республіка Конго (4) - Джибуті (7) - Домініка (2) - Домініканська Республіка (29) - Еквадор (38) - Екваторіальна Гвінея (2) - Еритрея (12) - Естонія (45) - Ефіопія (34) - Єгипет (120) - Ємен (4) - Замбія (7) - Збірна біженців (10) - Зімбабве (31) - Йорданія (8) - Ізраїль (48) - Індія (124) - Індонезія (28) - Ірак (23) - Іран (64) - Ірландія (77) - Ісландія (8) - Іспанія (306) - Італія (309) - Кабо-Верде (5) - Казахстан (104) - Кайманові Острови (5) - Камбоджа (6) - Камерун (24) - Канада (314) - Катар (38) - Кенія (89) - Киргизстан (19) - Китай (413) - Китайський Тайбей (60) - Кіпр (16) - Кірибаті (3) - Колумбія (147) - Коморські Острови (4) - Косово (8) - Коста-Рика (10) - Кот-д'Івуар (12) - Куба (120) - Лаос (6) - Латвія (34) - Лесото (8) - Литва (67) - Ліберія (2) - Ліван (9) - Лівія (7) - Ліхтенштейн (3) - Люксембург (10) - Маврикій (12) - Мавританія (2) - Мадагаскар (6) - Малаві (5) - Малайзія (32) - Малі (6) - Мальдіви (4) - Мальта (7) - Марокко (51) - Маршаллові Острови (5) - Мексика (125) - Мозамбік (6) - Молдова (23) - Монако (3) - Монголія (43) - М'янма (7) - Намібія (10) - Науру (2) - Незалежні олімпійські атлети (9) - Непал (7) - Нігер (6) - Нігерія (75) - Нідерланди (242) - Нікарагуа (5) - Німеччина (425) - Нова Зеландія (199) - Норвегія (62) - Об'єднані Арабські Емірати (13) - Оман (4) - Острови Кука (9) - Пакистан (7) - Палау (5) - Палестина (6) - Панама (10) - Папуа Нова Гвінея (8) - ПАР (137) - Парагвай (11) - Перу (29) - Південна Корея (205) - Південний Судан (3) - Північна Корея (35) - Північна Македонія (6) - Польща (243) - Португалія (92) - Пуерто-Рико (42) - Республіка Конго (10) - Росія (282) - Руанда (8) - Румунія (97) - Сальвадор (8) - Самоа (8) - Сан-Марино (5) - Сан-Томе і Принсіпі (3) - Саудівська Аравія (12) - Свазіленд (2) - Сейшельські Острови (10) - Сенегал (22) - Сент-Вінсент і Гренадини (4) - Сент-Кіттс і Невіс (7) - Сент-Люсія (5) - Сербія (104) - Сирія (7) - Сінгапур (25) - Словаччина (51) - Словенія (61) - Соломонові Острови (3) - Сомалі (2) - Судан (6) - Суринам (6) - Східний Тимор (3) - США (554) - Сьєрра-Леоне (2) - Таджикистан (7) - Таїланд (54) - Танзанія (7) - Того (5) - Тонга (7) - Тринідад і Тобаго (32) - Тувалу (1) - Туніс (61) - Туреччина (103) - Туркменістан (9) - Уганда (21) - Угорщина (160) - Узбекистан (70) - Україна (203) - Уругвай (17) - Федеративні Штати Мікронезії (5) - Фіджі (51) - Філіппіни (13) - Фінляндія (56) - Франція (395) - Хорватія (87) - Центральноафриканська Республіка (6) - Чад (2) - Чехія (105) - Чилі (42) - Чорногорія (34) - Швейцарія (104) - Швеція (152) - Шрі-Ланка (9) - Ямайка (68) - Японія (338) |

#### Кількість атлетів за НОК
| НОК    | Країна                           | Атлети |
| ------ | -------------------------------- | ------ |
| USA    | США                              | 554    |
| BRA    | Бразилія                         | 465    |
| GER    | Німеччина                        | 425    |
| AUS    | Австралія                        | 421    |
| CHN    | Китай                            | 413    |
| FRA    | Франція                          | 395    |
| GBR    | Велика Британія                  | 366    |
| JPN    | Японія                           | 338    |
| CAN    | Канада                           | 314    |
| ITA    | Італія                           | 309    |
| ESP    | Іспанія                          | 306    |
| RUS    | Росія                            | 265    |
| POL    | Польща                           | 243    |
| NED    | Нідерланди                       | 242    |
| ARG    | Аргентина                        | 213    |
| KOR    | Південна Корея                   | 205    |
| UKR    | Україна                          | 203    |
| NZL    | Нова Зеландія                    | 199    |
| HUN    | Угорщина                         | 160    |
| SWE    | Швеція                           | 152    |
| COL    | Колумбія                         | 147    |
| RSA    | ПАР                              | 137    |
| MEX    | Мексика                          | 125    |
| IND    | Індія                            | 124    |
| DEN    | Данія                            | 122    |
| BLR    | Білорусь                         | 121    |
| CUB    | Куба                             | 120    |
| EGY    | Єгипет                           | 120    |
| BEL    | Бельгія                          | 108    |
| CZE    | Чехія                            | 105    |
| KAZ    | Казахстан                        | 104    |
| SRB    | Сербія                           | 104    |
| SUI    | Швейцарія                        | 104    |
| TUR    | Туреччина                        | 103    |
| ROU    | Румунія                          | 97     |
| GRE    | Греція                           | 95     |
| POR    | Португалія                       | 92     |
| KEN    | Кенія                            | 89     |
| CRO    | Хорватія                         | 87     |
| VEN    | Венесуела                        | 87     |
| IRL    | Ірландія                         | 77     |
| NGR    | Нігерія                          | 75     |
| AUT    | Австрія                          | 71     |
| UZB    | Узбекистан                       | 70     |
| JAM    | Ямайка                           | 68     |
| ALG    | Алжир                            | 67     |
| LTU    | Литва                            | 67     |
| IRI    | Іран                             | 64     |
| NOR    | Норвегія                         | 62     |
| SLO    | Словенія                         | 61     |
| TUN    | Туніс                            | 61     |
| TPE    | Китайський Тайбей                | 60     |
| AZE    | Азербайджан                      | 56     |
| FIN    | Фінляндія                        | 56     |
| THA    | Таїланд                          | 54     |
| BUL    | Болгарія                         | 51     |
| FIJ    | Фіджі                            | 51     |
| MAR    | Марокко                          | 51     |
| SVK    | Словаччина                       | 51     |
| ISR    | Ізраїль                          | 48     |
| EST    | Естонія                          | 45     |
| MGL    | Монголія                         | 43     |
| CHI    | Чилі                             | 42     |
| PUR    | Пуерто-Рико                      | 42     |
| GEO    | Грузія                           | 39     |
| ECU    | Еквадор                          | 38     |
| HKG    | Гонконг                          | 38     |
| QAT    | Катар                            | 38     |
| BRN    | Бахрейн                          | 35     |
| PRK    | Північна Корея                   | 35     |
| ETH    | Ефіопія                          | 34     |
| LAT    | Латвія                           | 34     |
| MNE    | Чорногорія                       | 34     |
| ARM    | Вірменія                         | 33     |
| MAS    | Малайзія                         | 32     |
| TTO    | Тринідад і Тобаго                | 32     |
| ZIM    | Зімбабве                         | 31     |
| DOM    | Домініканська Республіка         | 29     |
| PER    | Перу                             | 29     |
| BAH    | Багамські Острови                | 28     |
| INA    | Індонезія                        | 28     |
| HON    | Гондурас                         | 26     |
| ANG    | Ангола                           | 25     |
| SIN    | Сінгапур                         | 25     |
| CMR    | Камерун                          | 24     |
| IRQ    | Ірак                             | 23     |
| MDA    | Молдова                          | 23     |
| VIE    | В'єтнам                          | 23     |
| SEN    | Сенегал                          | 22     |
| GUA    | Гватемала                        | 21     |
| UGA    | Уганда                           | 21     |
| KGZ    | Киргизстан                       | 19     |
| URU    | Уругвай                          | 17     |
| CYP    | Кіпр                             | 16     |
| GHA    | Гана                             | 14     |
| PHI    | Філіппіни                        | 13     |
| UAE    | Об'єднані Арабські Емірати       | 13     |
| BAR    | Барбадос                         | 12     |
| BOL    | Болівія                          | 12     |
| BOT    | Ботсвана                         | 12     |
| ERI    | Еритрея                          | 12     |
| CIV    | Кот-д'Івуар                      | 12     |
| MRI    | Маврикій                         | 12     |
| KSA    | Саудівська Аравія                | 12     |
| BIH    | Боснія і Герцеговина             | 11     |
| PAR    | Парагвай                         | 11     |
| CGO    | Республіка Конго                 | 10     |
| CRC    | Коста-Рика                       | 10     |
| HAI    | Гаїті                            | 10     |
| LUX    | Люксембург                       | 10     |
| NAM    | Намібія                          | 10     |
| PAN    | Панама                           | 10     |
| ROT    | Збірна біженців                  | 10     |
| SEY    | Сейшельські Острови              | 10     |
| ANT    | Антигуа і Барбуда                | 9      |
| BDI    | Бурунді                          | 9      |
| COK    | Острови Кука                     | 9      |
| KUW    | Кувейт                           | 9      |
| LIB    | Ліван                            | 9      |
| SRI    | Шрі-Ланка                        | 9      |
| TKM    | Туркменістан                     | 9      |
| BER    | Бермуди                          | 8      |
| ESA    | Сальвадор                        | 8      |
| ISL    | Ісландія                         | 8      |
| JOR    | Йорданія                         | 8      |
| KOS    | Косово                           | 8      |
| LES    | Лесото                           | 8      |
| PNG    | Папуа Нова Гвінея                | 8      |
| RWA    | Руанда                           | 8      |
| SAM    | Самоа                            | 8      |
| ARU    | Аруба                            | 7      |
| BAN    | Бангладеш                        | 7      |
| DJI    | Джибуті                          | 7      |
| LBA    | Лівія                            | 7      |
| MLT    | Мальта                           | 7      |
| MYA    | М'янма                           | 7      |
| NEP    | Непал                            | 7      |
| PAK    | Пакистан                         | 7      |
| SKN    | Сент-Кіттс і Невіс               | 7      |
| SYR    | Сирія                            | 7      |
| TAN    | Танзанія                         | 7      |
| TJK    | Таджикистан                      | 7      |
| TGA    | Тонга                            | 7      |
| ISV    | Американські Віргінські Острови  | 7      |
| ZAM    | Замбія                           | 7      |
| ALB    | Албанія                          | 6      |
| BEN    | Бенін                            | 6      |
| CAM    | Камбоджа                         | 6      |
| CAF    | Центральноафриканська Республіка | 6      |
| GAB    | Габон                            | 6      |
| GRN    | Гренада                          | 6      |
| GUY    | Гаяна                            | 6      |
| LAO    | Лаос                             | 6      |
| MAD    | Мадагаскар                       | 6      |
| MKD    | Північна Македонія               | 6      |
| MLI    | Малі                             | 6      |
| MOZ    | Мозамбік                         | 6      |
| NIG    | Нігер                            | 6      |
| PLE    | Палестина                        | 6      |
| SUD    | Судан                            | 6      |
| SUR    | Суринам                          | 6      |
| AND    | Андорра                          | 5      |
| BUR    | Буркіна-Фасо                     | 5      |
| CPV    | Кабо-Верде                       | 5      |
| CAY    | Кайманові Острови                | 5      |
| FSM    | Федеративні Штати Мікронезії     | 5      |
| GUM    | Гуам                             | 5      |
| GUI    | Гвінея                           | 5      |
| GBS    | Гвінея-Бісау                     | 5      |
| MAW    | Малаві                           | 5      |
| MHL    | Маршаллові Острови               | 5      |
| NCA    | Нікарагуа                        | 5      |
| PLW    | Палау                            | 5      |
| LCA    | Сент-Люсія                       | 5      |
| SMR    | Сан-Марино                       | 5      |
| TOG    | Того                             | 5      |
| ASA    | Американське Самоа               | 4      |
| IVB    | Британські Віргінські Острови    | 4      |
| COM    | Коморські Острови                | 4      |
| COD    | Демократична Республіка Конго    | 4      |
| GAM    | Гамбія                           | 4      |
| IOA    | Незалежні олімпійські атлети     | 4      |
| MDV    | Мальдіви                         | 4      |
| OMA    | Оман                             | 4      |
| VIN    | Сент-Вінсент і Гренадини         | 4      |
| VAN    | Вануату                          | 4      |
| YEM    | Ємен                             | 4      |
| AFG    | Афганістан                       | 3      |
| BIZ    | Беліз                            | 3      |
| BRU    | Бруней                           | 3      |
| KIR    | Кірибаті                         | 3      |
| LIE    | Ліхтенштейн                      | 3      |
| MON    | Монако                           | 3      |
| STP    | Сан-Томе і Принсіпі              | 3      |
| SOL    | Соломонові Острови               | 3      |
| SSD    | Південний Судан                  | 3      |
| TLS    | Східний Тимор                    | 3      |
| BHU    | Бутан                            | 2      |
| CHA    | Чад                              | 2      |
| DMA    | Домініка                         | 2      |
| GEQ    | Екваторіальна Гвінея             | 2      |
| LBR    | Ліберія                          | 2      |
| MTN    | Мавританія                       | 2      |
| NRU    | Науру                            | 2      |
| SLE    | Сьєрра-Леоне                     | 2      |
| SOM    | Сомалі                           | 2      |
| SWZ    | Свазіленд                        | 2      |
| TUV    | Тувалу                           | 1      |
| Всього | 11,339                           |        |

## Календар
Час усіх змагань місцевий (Бразилія, UTC−3)
| ● | Церемонія відкриття | ● | Кваліфікація змагань |  | Фінали | ПВ | Показові виступи | ● | Церемонія закриття |

| Серпень                         | Серпень                         | 3 | 4 | 5 | 6  | 7  | 8  | 9  | 10 | 11 | 12 | 13 | 14 | 15 | 16 | 17 | 18 | 19 | 20 | 21 | Комплекти медалей |
| ------------------------------- | ------------------------------- | - | - | - | -- | -- | -- | -- | -- | -- | -- | -- | -- | -- | -- | -- | -- | -- | -- | -- | ----------------- |
| Церемонії                       | Церемонії                       |   |   | ● |    |    |    |    |    |    |    |    |    |    |    |    |    |    |    | ●  |                   |
| Академічне веслування           | Академічне веслування           |   |   |   |    |    |    |    | 2  | 4  | 4  | 4  |    |    |    |    |    |    |    |    | 14                |
| Бадмінтон                       | Бадмінтон                       |   |   |   |    |    |    |    |    |    |    |    |    |    |    | 1  | 1  | 2  | 1  |    | 5                 |
| Баскетбол                       | Баскетбол                       |   |   |   |    |    |    |    |    |    |    |    |    |    |    |    |    |    | 1  | 1  | 2                 |
| Бокс                            | Бокс                            |   |   |   |    |    |    |    |    |    |    |    | 1  | 1  | 1  | 1  | 1  | 1  | 3  | 4  | 11                |
| Боротьба                        | Боротьба                        |   |   |   |    |    |    |    |    |    |    |    | 2  | 2  | 2  | 3  | 3  | 2  | 2  | 2  | 18                |
| Велоспорт                       | Велоспорт                       |   |   |   | 1  | 1  |    |    | 2  | 1  | 2  | 2  | 1  | 1  | 3  |    |    | 2  | 1  | 1  | 18                |
| Водне поло                      | Водне поло                      |   |   |   |    |    |    |    |    |    |    |    |    |    |    |    |    | 1  | 1  |    | 2                 |
| Волейбол                        | Волейбол                        |   |   |   |    |    |    |    |    |    |    |    |    |    |    | 1  | 1  |    | 1  | 1  | 4                 |
| Гандбол                         | Гандбол                         |   |   |   |    |    |    |    |    |    |    |    |    |    |    |    |    |    | 1  | 1  | 2                 |
| Гольф                           | Гольф                           |   |   |   |    |    |    |    |    |    |    |    | 1  |    |    |    |    |    | 1  |    | 2                 |
| Веслування на байдарках і каное | Веслування на байдарках і каное |   |   |   |    |    |    | 1  | 1  | 2  |    |    |    |    | 4  |    | 4  |    | 4  |    | 16                |
| Дзюдо                           | Дзюдо                           |   |   |   | 2  | 2  | 2  | 2  | 2  | 2  | 2  |    |    |    |    |    |    |    |    |    | 14                |
| Кінний спорт                    | Кінний спорт                    |   |   |   |    |    |    | 2  |    |    | 1  |    |    | 1  |    | 1  |    | 1  |    |    | 6                 |
| Легка атлетика                  | Легка атлетика                  |   |   |   |    |    |    |    |    |    | 3  | 5  | 4  | 5  | 5  | 4  | 6  | 7  | 7  | 1  | 47                |
| Настільний теніс                | Настільний теніс                |   |   |   |    |    |    |    | 1  | 1  |    |    |    |    | 1  | 1  |    |    |    |    | 4                 |
| Вітрильний спорт                | Вітрильний спорт                |   |   |   |    |    |    |    |    |    |    |    | 2  | 2  | 2  | 2  | 2  |    |    |    | 11                |
| Плавання                        | Плавання                        |   |   |   | 4  | 4  | 4  | 4  | 4  | 4  | 4  | 4  |    | 1  | 1  |    |    |    |    |    | 34                |
| Стрибки у воду                  | Стрибки у воду                  |   |   |   |    | 1  | 1  | 1  | 1  |    |    |    | 1  |    | 1  |    | 1  |    | 1  |    | 8                 |
| Стрибки на батуті               | Стрибки на батуті               |   |   |   |    |    |    |    |    |    | 1  | 1  |    |    |    |    |    |    |    |    | 2                 |
| Регбі-7                         | Регбі-7                         |   |   |   |    |    | 1  |    |    | 1  |    |    |    |    |    |    |    |    |    |    | 2                 |
| Синхронне плавання              | Синхронне плавання              |   |   |   |    |    |    |    |    |    |    |    |    |    | 1  |    |    | 1  |    |    | 2                 |
| Сучасне п'ятиборство            | Сучасне п'ятиборство            |   |   |   |    |    |    |    |    |    |    |    |    |    |    |    |    | 1  | 1  |    | 2                 |
| Спортивна гімнастика            | Спортивна гімнастика            |   |   |   |    |    | 1  | 1  | 1  | 1  |    |    | 4  | 3  | 3  | ПВ |    |    |    |    | 14                |
| Стрільба                        | Стрільба                        |   |   |   | 2  | 2  | 2  | 1  | 2  | 1  | 2  | 2  | 1  |    |    |    |    |    |    |    | 15                |
| Стрільба з лука                 | Стрільба з лука                 |   |   |   | 1  | 1  |    |    |    | 1  | 1  |    |    |    |    |    |    |    |    |    | 4                 |
| Теніс                           | Теніс                           |   |   |   |    |    |    |    |    |    | 1  | 1  | 3  |    |    |    |    |    |    |    | 4                 |
| Тріатлон                        | Тріатлон                        |   |   |   |    |    |    |    |    |    |    |    |    |    |    |    | 1  |    | 1  |    | 2                 |
| Тхеквондо                       | Тхеквондо                       |   |   |   |    |    |    |    |    |    |    |    |    |    |    | 2  | 2  | 2  | 2  |    | 8                 |
| Важка атлетика                  | Важка атлетика                  |   |   |   | 1  | 2  | 2  | 2  | 2  |    | 2  | 1  | 1  | 1  | 1  |    |    |    |    |    | 15                |
| Фехтування                      | Фехтування                      |   |   |   | 1  | 1  | 1  | 1  | 2  | 1  | 1  | 1  | 1  |    |    |    |    |    |    |    | 10                |
| Футбол                          | Футбол                          |   |   |   |    |    |    |    |    |    |    |    |    |    |    |    |    | 1  | 1  |    | 2                 |
| Хокей на траві                  | Хокей на траві                  |   |   |   |    |    |    |    |    |    |    |    |    |    |    |    | 1  | 1  |    |    | 2                 |
| Художня гімнастика              | Художня гімнастика              |   |   |   |    |    |    |    |    |    |    |    |    |    |    |    |    |    | 1  | 1  | 2                 |
| Комплекти медалей               | Комплекти медалей               |   |   |   | 12 | 14 | 15 | 17 | 21 | 15 | 22 | 25 | 33 | 21 | 14 | 13 | 18 | 21 | 31 | 18 | 301               |
| Серпень                         | Серпень                         | 3 | 4 | 5 | 6  | 7  | 8  | 9  | 10 | 11 | 12 | 13 | 14 | 15 | 16 | 17 | 18 | 19 | 20 | 21 |                   |

## Результати

### Медальний залік
Легенда
      Країна-господар

Станом на кінець змагань (21 серпня 2016; 306 з 306 комплектів нагород):
| Місце | Країна          | Золото | Срібло | Бронза | Загалом |
| ----- | --------------- | ------ | ------ | ------ | ------- |
| 1     | США             | 46     | 37     | 38     | 121     |
| 2     | Велика Британія | 27     | 23     | 17     | 67      |
| 3     | Китай           | 26     | 18     | 26     | 70      |
| 4     | Росія           | 19     | 17     | 19     | 55      |
| 5     | Німеччина       | 17     | 10     | 15     | 42      |
| 6     | Японія          | 12     | 8      | 20     | 40      |
| 7     | Франція         | 10     | 18     | 14     | 42      |
| 8     | Південна Корея  | 9      | 3      | 9      | 21      |
| 9     | Італія          | 8      | 12     | 8      | 28      |
| 10    | Австралія       | 8      | 11     | 10     | 29      |

Україна посіла 31 місце із 11 медалями — 2 золотих, 5 срібних і 4 бронзових.

### Рекорди
Станом на 04:00 за Київським часом (UTC+3) 16 серпня 2016 року на змаганнях в рамках Олімпійських ігор встановлено 60 олімпійських та 21 світових рекордів.